# Detentorul Mistral

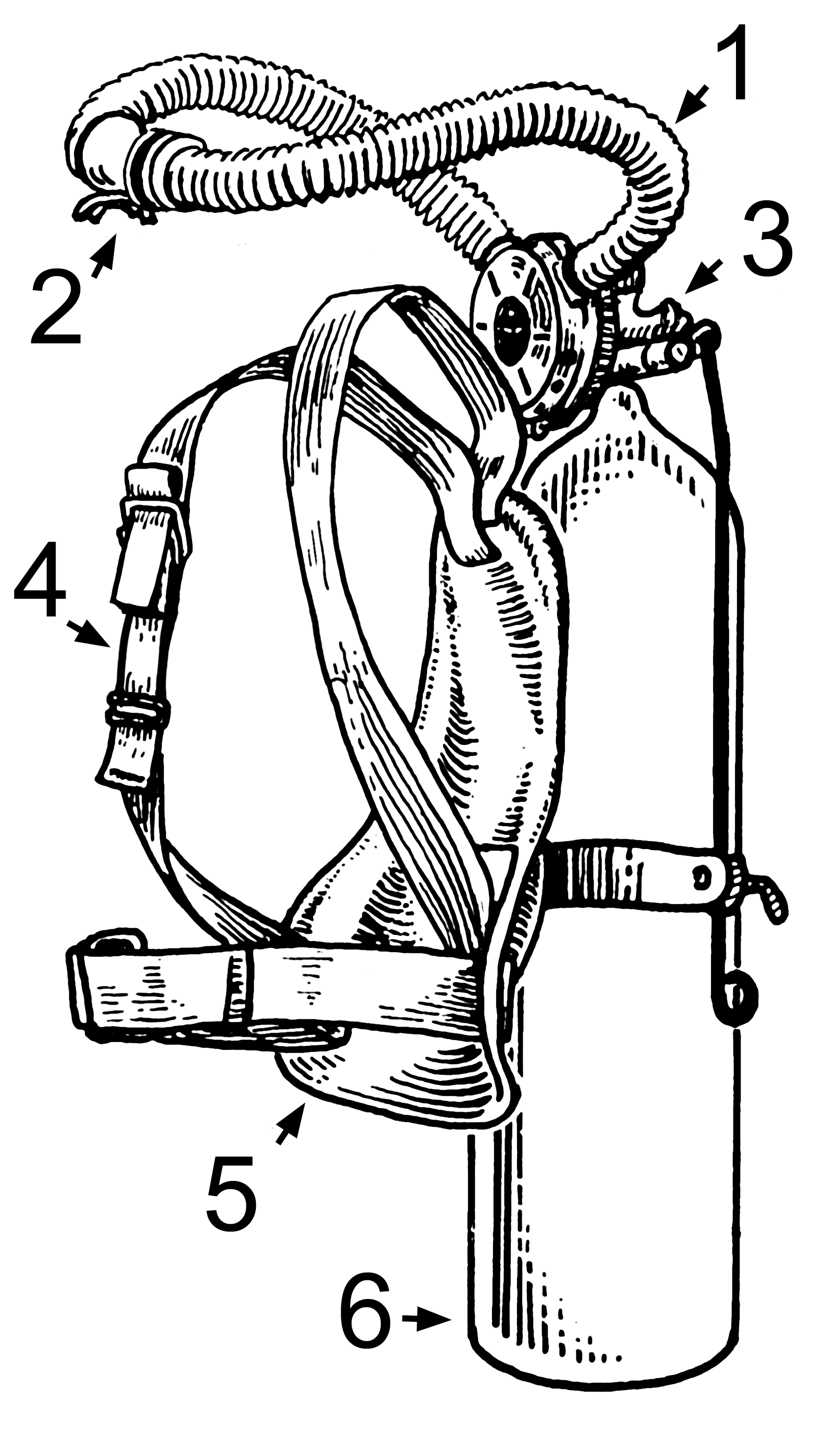
Detentorul Mistral fixat la o butelie de scufundare
1-furtun; 2-muștiuc; 3-robinet

Detentorul MISTRAL, fabricat de firma franceză Spirotechniques, este unul din primele detentoare monobloc (cu o singură treaptă de reducere a presiunii), cu două furtunuri, dorsale, cu o mare răspândire în întreaga lume, fiind utilizat cu succes atât de scafandrii amatori cât și de scafandrii profesioniști civili sau militari. A fost unul din primele modele de detentoare ce s-au importat în România la începutul anilor 1960 alături de detentoarele din U.R.S.S. AVM 3, AVM 8 și UKRAINA.
Acest tip de detentor a fost realizat, în două variante și anume MISTRAL ROYAL și MISTRAL STANDARD.
În anul 1942, comandantul Jacques-Yves Cousteau împreună cu inginerul francez Émile Gagnan au conceput un detentor inspirat dintr-un regulator construit pentru alimentarea cu gaz de iluminat a motoarelor de automobile. Acest detentor a fost adaptat la utilizarea sub apă în anul 1943 și apoi a suferit o serie de perfecționări ajungându-se în anul 1945 la renumitul detentor Cousteau-Gagnan, cu două furtunuri, CG45. Acesta va fi urmat de alte variante perfecționate și anume de detentoarele Mistral și Super Mistral de tipul „detentor dorsal“ cu un singur etaj și apoi de detentorul Aquilon cu două etaje separate. 

Aparatul Cousteau-Gagnan stă la baza tuturor aparatelor autonome de respirat sub apă, cu aer comprimat, utilizate astăzi în scufundarea autonomă. 

În S.U.A. aparatul Cousteau-Gagnan a fost comercializat sub denumirea de Aqualung.

## Detentorul Mistral Royal
Detentorul Mistral Royal este prevăzut cu două camere separate printr-o membrană și anume o primă cameră etanșă care, prin intermediul reductorului de presiune, este în legătură cu aerul comprimat de respirat și o a doua cameră neetanșă care prin intermediul orificiilor de intrare a apei permite presiunii hidrostatice ambiante să se exercite pe fața corespunzătoare a membranei. Piesa bucală este model Aquastop.

### Funcționare
Principiul de funcționare al detentorului este următorul:

Aerul la presiune înaltă, din butelia la care este racordat detentorul, pătrunde în camera etanșă a detentorului prin intermediul unui clapet cu resort tarat, acționat de membrană cu ajutorul unui sistem de pârghii. În faza de inspirație forța exercitată asupra membranei, creată de presiunea hidrostatică existentă la adâncime, și de presiunea rezultată în camera etanșă în timpul inspirației, se transmite, prin intermediul sistemului de pârghii, asupra clapetului, provocând admisia aerului comprimat respirator. Aerul comprimat destins în aval de clapet este îndreptat spre o duză dirijată în axul tubului respirator, care creează o depresiune asupra membranei (efectul Venturi), diminuând astfel efortul inspirator. Aerul comprimat destins ajunge la scafandru prin tubul de inspirație și furtunul de inspirație din cauciuc gofrat, trecând prin supapa de inspirație și piesa bucală.
În faza de expirație, gazul expirat de către scafandru prin piesa bucală, este ghidat prin supapa de expirație și furtunul de expirație gofrat către tubul de expirație, fiind eliminat în mediul acvatic exterior. Tubul de expirație are la capăt o supapă tip "cioc de rață" din cauciuc, amplasată în camera neetanșă, deasupra membranei, pentru a se evita gradientul de presiune între partea de inspirație și cea de expirație a aparatului.
Supapa de expirație tip cioc de rață servește și ca supapă de siguranță în situația în care scafandrul revine la suprafață fără să expire, provocând echilibrarea presiunii pe cele două fețe ale membranei prin eliminarea, în timpul ridicării, a surplusului de gaz respirator. Membrana de cauciuc este în echilibru, deoarece presiunea aerului din camera etanșă și presiunea apei din camera neetanșă au aceeași valoare și anume egală cu presiunea hidrostatică corespunzătoare adâncimii de imersie.

### Avantaje
Detentorul Mistral Royal are o serie de avantaje cum ar fi: 
- robustețe;
- simplitate la reglaj și întreținere;
- confort respirator bun;
- bulele gazului expirat nu deranjează câmpul vizual al scafandrului.

### Dezavantaje
Dezavantajele detentorului Mistral Royal sunt: 
- gabarit mare;
- existența a două furtunuri de respirație fapt care mărește pericolul de agățare;
- rezistență suplimentară la inspirație;
- necesită o poziționare precisă, debitul aerului comprimat respirator fiind în funcție de poziția scafandrului.
- lipsa unui buton de declanșare a debitului continuu.

Acest detentor a fost unul dintre cele mai vândute aparate de respirat sub apă, fiind adoptat de marina militară franceză și utilizat cu rezultate foarte bune timp de peste treizeci de ani.

## Detentorul Mistral Standard
Detentorul Mistral Standard este caracterizat prin absența piesei bucale Aquastop, motiv pentru care a fost utilizat în special în cadrul școlilor de scafandri permițând o mai bună inițiere a scafandrilor începători.